# Georg Böhm
Georg Böhm (Hohenkirchen, 2 settembre 1661 – Luneburgo, 18 maggio 1733) è stato un compositore e organista tedesco del periodo barocco, noto per lo sviluppo della partita corale e per il suo influsso sul giovane Johann Sebastian Bach.

## Biografia
Suo padre, un organista di Hohenkirchen, fu il suo primo insegnante di musica. Dopo aver studiato a Goldbach e a Gotha, fu ammesso il 28 agosto 1684 all'Università di Jena.
Dopo gli studi accademici si trasferì ad Amburgo, allora uno dei più importanti centri musicali, nonché una delle città a stretto contatto con la musica italiana, grazie all'Opera di Amburgo. Böhm lavorò in questa città per alcuni anni e probabilmente studiò con il celebre organista Johann Adam Reincken.
Successivamente si spostò a Lüneburg, città dove la musica francese era molto apprezzata. Qui, nel 1698, diventò titolare dell'organo della Johanneskirche, posizione che mantenne fino alla morte, avvenuta nel 1733.

## Considerazioni sull'artista
Carl Philipp Emanuel Bach riferiva nel 1775 a Johann Nikolaus Forkel che suo padre "amava e studiava le opere dell'organista di Lüneburg Georg Böhm". Nel 1700 Johann Sebastian Bach cantava come soprano nel coro della chiesa di San Michele di Lüneburg, nella quale città Böhm visse gran parte della sua esistenza.
Böhm è maggiormente conosciuto per le sue composizioni per organo e clavicembalo (in primis preludi, fughe e partite). Molte delle sue opere sono progettate per poter esser suonate indifferentemente dal tipo di strumento a tastiera utilizzato: dunque un dato pezzo potrebbe essere suonato tranquillamente o da un organo o da un clavicembalo o da un clavicordo. Egli è famoso per il suo stylus phantasticus, un modo di suonare basato sull'improvvisazione.
Böhm fu il compositore della Germania settentrionale che diede il maggior contributo alla partita corale, una composizione di ampio respiro consistente in numerose variazioni su una particolare melodia corale. Di fatto fu lui a inventare questo particolare genere, scrivendo un vasto numero di partite di durata variabile in diverse chiavi. Questa forma musicale venne poi ripresa da diversi compositori successivi, fra i quali Johann Sebastian Bach.

## Opere

### Musica per tastiera

#### Partite
- Ach wie nichtig, ach wie flüchtig
- Auf meinen lieben Gott
- Aus tiefer Not schrei ich zu dir
- Christe der du bist Tag und Licht
- Freu dich sehr, o meine Seele
- Gelobet seist du, Jesu Christ
- Herr Jesu Christ, dich zu uns wend
- Jesu du bist allzu schöne
- Vater unser im Himmelreich
- Wer nur den lieben Gott lässt walten

#### Preludi corali
- Allein Gott in der Höh sei Ehr
- Christ lag in Todesbanden (fantasia)
- Christ lag in Todesbanden
- Christum wir sollen loben schon
- Erhalt uns, Herr, bei deinem Wort (dubbia; forse di Dietrich Buxtehude)
- Gelobet seist du, Jesu Christ
- Nun bitten wir den heilgen Geist
- Vater unser im Himmelreich (due versioni)
- Vom Himmel hoch

#### Altre opere
- Preludio in do maggiore
- Preludio in re minore
- Preludio in la minore
- Preludio in fa maggiore
- 11 suite (do minore, re maggiore, re minore, mi bemolle maggiore (dubbia), mi bemolle maggiore, fa maggiore, fa minore, fa minore, sol maggiore, la minore)
- Capriccio in re maggiore
- Ciaccona in sol maggiore (dubbia)
- Preludio, fuga e postludio in sol minore
- Minuetto in sol maggiore (nel Clavierbuchlein, II, per Anna Magdalena Bach)

### Musica sacra vocale

#### Cantate
- Ach Herr, komme hinab und hilfe meinem Sohne, per 5 voci, 2 violini, 2 viole, basso e basso continuo
- Das Himmelreich ist gleich einem Könige, 5 voci, 2 violini, 2 viole, fagotto e basso continuo
- Ich freue mich, per 1 voce, violino e basso continuo (perduta)
- Jauchzet Gott, alle Land, per 5 voci, 2 cornetti, 3 tromboni, 2 violini, 2 viole, fagotto, basso continuo
- Mein Freund ist mein, per 4 voci, 2 violini, 2 viole, fagotto e basso continuo
- Nun komm der Heiden Heiland, per 5 voci, 3 tromboni, 2 violini, fagotto e basso continuo
- Sanctus est Dominus Deus Sabaoth, per 4 voci, 2 violini, fagotto e basso continuo (probabilmente di Friedrich Nicolaus Bruhns)
- Satanas und sein Getümmel, per 4 voci, 2 oboi (o per 2 violini, 2 viole, fagotto e basso continuo) (probabilmente di Friedrich Nicolaus Bruhns)
- Warum toben die Heiden, per 4 voci, 2 flauti, 2 oboi, 2 trombe, timpani, 2 violini, viola e basso continuo (dubbia)
- Wie lieblich sind deine Wohnungen, per 4 voci, 2 trombe, 2 violini, 2 viole, fagotto, basso continuo

#### Mottetti
- Auf, ihr Völker, danket Gott, per 5 voci
- Jesus schwebt mir in Gedanken, per 4 voci (perduto)
- Jesu, teure Gnadensonne, per 4 voci (perduto)
- Nun danket alle Gott, per 5 voci

#### Altra musica sacra
- Passione secondo San Luca (1711, perduta)
- 23 canti sacri nei Geistreiche Lieder

## Discografia
- Opere complete per clavicembalo e organo - Simone Stella (clavicembalo, organo), 4CD box Brilliant Classics (BC 94612), 2013